# Steven Weinberg (physicien)
Pour les articles homonymes, voir Steven Weinberg et Weinberg.
Steven Weinberg, né le 3 mai 1933 à New York et mort le 23 juillet 2021 à Austin (Texas), est un physicien américain. Il est le principal instigateur, avec Abdus Salam et Sheldon Glashow, de la théorie de l'interaction électrofaible, ce qui leur a valu le prix Nobel de physique en 1979.
À partir de 2010, il occupe la chaire d'enseignement Josey-Welch en sciences du département de physique de l'université du Texas à Austin.
Outre ses recherches scientifiques, Weinberg fut un grand porte-parole de la science, témoignant devant le Congrès en faveur du Superconducting Super Collider, écrivant des articles pour The New York Review of Books et donnant de nombreuses conférences scientifiques, mais aussi sur le sens de la science. Ses livres sur la science combinent la vulgarisation scientifique avec ce qui est traditionnellement considéré comme de l'histoire et de la philosophie des sciences avec un regard athée. Son célèbre livre de vulgarisation scientifique et grand succès, Les trois premières minutes de l'Univers : Une vision moderne de l'origine de l'Univers (1977), qui décrit le Big Bang et le début de l'Univers en énonçant divers arguments en faveur de son expansion, le fit connaître dans le monde entier

## Biographie
Né dans une famille d'origine juive, Steven Weinberg étudie au Bronx High School of Science et ensuite à l'université Cornell d'où il ressort avec un Bachelor. Il y côtoie Sheldon Glashow, futur corécipiendaire du prix Nobel de physique. Il se dirige ensuite vers l'Institut Niels Bohr (Copenhague au Danemark) pour une année d'études, sous la direction de David H. Frisch et Gunnar Källén (de). Il retourne ensuite aux États-Unis, à l'université de Princeton, pour compléter ses études doctorales et décrocher un Ph.D (thèse de doctorat) en 1957 (son superviseur de thèse est Sam Treiman).
La contribution la plus remarquée de Weinberg est la théorie de l'interaction électrofaible. Cette théorie émet le postulat que l'électromagnétisme et l'interaction faible sont, sous certaines conditions, une seule et même interaction. Weinberg et Salam ont établi séparément les bases de cette théorie. Glashow la généralise ensuite à toutes les familles de particules. Weinberg est colauréat avec Abdus Salam et Sheldon Glashow du prix Nobel de physique de 1979 « pour leurs contributions à la théorie unifiée des interactions faibles et électromagnétiques entre les particules élémentaires, incluant entre autres la prédiction du courant neutre faible ».
Weinberg a travaillé sur de nombreux sujets, notamment ce qui concerne les théories d'unification (dont la théorie des supercordes), l'astrophysique et la chromodynamique quantique.
Steven Weinberg est aussi connu pour son attrait pour la promotion de la science. Il a été un des scientifiques à plaider pour le Superconducting Super Collider devant le Congrès des États-Unis. Il écrit aussi des articles pour le New York Review of Books et donne des conférences de vulgarisation scientifique. Il a aussi été consultant pour la U.S. Arms Control and Disarmament Agency et le président de la Philosophical Society of Texas.
Il a participé au comité JASON qui a conseillé le gouvernement lors de la guerre du Viêt Nam.
Il meurt le 23 juillet 2021 à Austin,.

## Publications
- Gravitation and Cosmology, 1972  (ISBN 0-471-92567-5)
- The First Three Minutes, 1977  (ISBN 0-465-02437-8)
  - Traduit en français : Steven Weinberg (trad. de l'anglais par Jean-Benoit Yelnik), Les Trois Premières Minutes de l'univers, Paris, Seuil, coll. « Point », 1978, 210 p. (ISBN 2-02-005425-6)
- The Discovery of Subatomic Particles, 1983  (ISBN 0-521-82351-X)
- Elementary Particles and the Laws of Physics, 1987  (ISBN 0-521-34000-4)
- Dreams of a Final Theory, 1993  (ISBN 0-679-74408-8)
- Quantum Theory of Fields, Vol. 1: Foundations, 1995  (ISBN 0-521-55001-7)
- Quantum Theory of Fields, Vol. 2: Modern Applications, 1996  (ISBN 0-521-55002-5)
- Facing Up: Science and Its Cultural Adversaries, 2003  (ISBN 0-674-01120-1)
- Quantum Theory of Fields, Vol. 3: Supersymmetry, 2003  (ISBN 0-521-66000-9)
- Glory and Terror: The Coming Nuclear Danger, 2004  (ISBN 1-59017-130-6)
- To Explain the World: The Discovery of Modern Science, 2015  (ISBN 978-0062346650)

## Honneurs, distinctions et hommages
- En 1973, J. Robert Oppenheimer Memorial Prize pour ses « contributions à une théorie unifiée des interactions, faible et électromagnétique » ainsi que ses « contributions à la cosmologie et à la relativité générale »[6] ;
- En 1991, National Medal of Science « pour sa contribution à la découverte de la structure des forces fondamentales de la nature, au développement du modèle standard et à l'unification des forces faibles et électromagnétiques »[7],[8] ;
- En 2020, Breakthrough Prize spécial de 3 millions de dollars pour « son rôle majeur et continu en physique fondamentale, avec un large impact sur la physique des particules, la gravité et la cosmologie, et pour la communication de la science à un public plus large »[9].
- (6036) Weinberg, astéroïde nommé en son honneur.